# 胡江潮
胡江潮（1951年1月1日—），出生於浙江紹興。現任浙江物產集團公司董事長兼黨書記。

## 生平
在2003年委任浙江物產集團管理層，曾任浙江省煤炭集團公司，以及浙江省能源集團公司董事長兼總經理。
畢業於山東礦業學院採煤係學生，在1975年加入曾兩家公司工作，直至國有企業改革，成為浙江物產集團高層一職至今。

## 相關連結
- 胡江潮：浙江第一强企是怎样炼成的？ 专访浙江省物产集团董事长 浙商網 （页面存档备份，存于）
- 浙江首家“世界500強”神秘面紗 交易額遠超阿里巴巴 倍可親[永久]